# Référendum danois de 1993
Le référendum danois de 1993 a lieu le 18 mai 1993 afin de permettre à la population du Danemark de se prononcer sur la ratification du Traité sur l'Union européenne communément appelé Traité de Maastricht.
Second référendum sur cette question, il fait suite au rejet du traité l'année précédente. Les accords d'Édimbourg, définissent par la suite des options de retrait pour le Danemark au traité de Maastricht dans plusieurs domaines régaliens comme la justice, la police, et la défense ainsi que sur l'Euro. L'entrée en vigueur du traité de Maastricht est cette fois ci approuvée par 56,74 % des suffrages exprimés.

## Contexte
Le référendum fait suite à l'adoption du traité par le Parlement danois en mai 1992, par 125 voix contre 25 et au référendum de 1992 lors duquel les électeurs s'étaient prononcés contre le traité.
Ce référendum intervient après l'accord d'Édimbourg garantissant quatre exceptions au Danemark dans l'application du traité.
Dans le cas de lois statuant sur le transfert des pouvoirs nationaux à des autorités supranationales, la constitution danoise impose une consultation populaire si le projet ne parvient pas à réunir la majorité qualifiée des cinq sixième des membres du Folketing, soit en 1993 un total de 150 voix sur 180. Une telle majorité est atteinte, rendant légalement possible l'adoption du traité sans référendum. Considérant cette option politiquement intenable, le Folketing décide de voter le 31 mars 1993 une loi rendant temporairement obligatoire un vote à l'unanimité du parlement pour une ratification d'un traité international sans référendum, conduisant à l'organisation de ce dernier.
Pour qu'un résultat rejetant la proposition soit officiellement valide, les voix contre doivent atteindre la majorité absolue des suffrages exprimés, ainsi qu'un quorum d'au moins 30 % du total des électeurs inscrits sur les listes électorales,.

## Résultats
| Choix             | Votants   | Votants | Inscrits | Inscrits |
| Choix             | Voix      | %       | %        | Quorum   |
| ----------------- | --------- | ------- | -------- | -------- |
| Pour              | 1 930 391 | 56,74   | 48,57    |          |
| Contre            | 1 471 914 | 43,26   | 37,03    | ✔ 30 %   |
|                   |           |         |          |          |
| Votes valides     | 3 402 305 | 98,99   | 85,60    |          |
| Votes blancs      | 26 037    | 0,76    | 0,65     |          |
| Votes invalides   | 8 598     | 0,25    | 0,22     |          |
| Total des votants | 3 436 940 | 100,00  | 86,47    |          |
|                   |           |         |          |          |
| Abstentions       | 537 732   |         | 13,53    |          |
| Inscrits          | 3 974 672 | 100,00  |          |          |

| Pour 1 930 391 (56,74 %) |  |  | Contre 1 471 914 (43,26 %) |
| ▲                        |  |  |                            |
| Majorité absolue         |  |  |                            |

## Conséquences
Le référendum est approuvé à une large majorité de 56,74 % des suffrages. Bien qu'ayant atteint le quorum de 30 % des inscrits, le « Non » échoue ainsi à recueillir la majorité absolue des suffrages exprimés. Le Traite de Maastricht entre par conséquent en vigueur au Danemark.